# Romeo Benetti
Romeo Benetti (født 20. oktober 1945 i Albaredo d'Adige, Italien) er en italiensk tidligere fodboldspiller (midtbane).
Benetti spillede 55 kampe for det italienske landshold, og deltog ved både VM 1974 i Vesttyskland, VM 1978 i Argentina og EM 1980 på hjemmebane.
På klubplan tilbragte Benetti blandt andet seks sæsoner hos AC Milan, fire hos Juventus og to hos Roma. Han vandt to Serie A-titler med Juventus, i henholdsvis 1977 og 1978.